# Blodröd klotkaktus
Blodröd klotkaktus (Gymnocalycium baldianum)  är en art i familjen kaktusar från Argentina.

## Källor

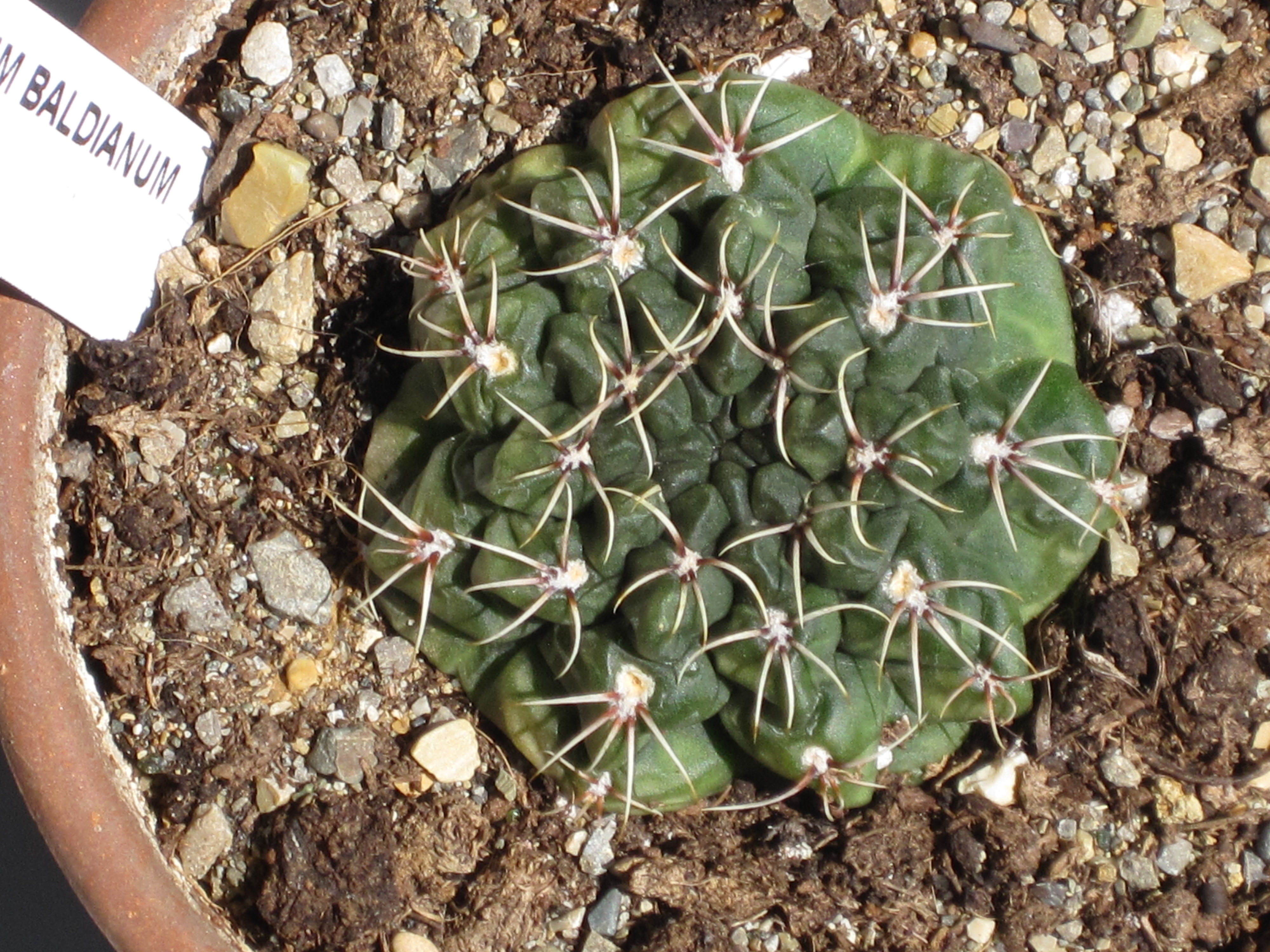
Gymnocalycium baldianum